# Rury Jezuickie
Rury Jezuickie – dawna wieś, od 1959 część miasta Lublina, leżąca w jego zachodniej części. Rozpościera się w rejonie ulicy Nadbystrzyckiej i wchodzi w skład lubelskiej dzielnicy Rury.

## Historia
Dawniej samodzielna miejscowość. Od 1867 w gminie Konopnica w powiecie lubelskim. W okresie międzywojennym miejscowość należała do woj. lubelskim. 1 września 1933 utworzono gromadę Rury Jezuickie w granicach gminy Konopnica.
Podczas II wojny światowej Rury Jezuickie włączono do Generalnego Gubernatorstwa (dystrykt lubelski), cały czas w gminie Konopnica. W 1943 roku liczba mieszkańców wynosiła 1375.
Po II wojnie światowej wojnie Rury Jezuickie należały do powiatu lubelskiego w woj. lubelskim jako jedna z 26 gromad gminy Konopnica.
W związku z reorganizacją administracji wiejskiej jesienią 1954, miejscowość weszła w skład nowo utworzonej gromady Rury Wizytkowskie.
1 stycznia 1959 gromadę Rury Wizytkowskie zniesiono, a jej obszar – w tym Rury Jezuickie – włączono do Lublina.